# Castelflorite
Castelflorite è un comune spagnolo di 137 abitanti situato nella comunità autonoma dell'Aragona.